# Philippe Delestre
Pour les articles homonymes, voir Delestre.
Philippe Delestre, né le 28 octobre 1951 à Briey 
(Meurthe-et-Moselle), est un dessinateur de presse français. Il collabore à plusieurs quotidiens régionaux, principalement L'Est républicain. Il est également illustrateur.

## Biographie
Après un bac philosophie, un DEUG de droit et des études en école de journalisme, Philippe Delestre devient dessinateur de presse. Il commence sa carrière au Républicain Lorrain, puis est engagé en 1975 par le quotidien concurrent L'Est Républicain auquel il collabore jusqu'en 2018. Il y réalise le dessin de presse quotidien, et est par ailleurs chargé de la rubrique jeux.
Il collabore également à divers autres quotidiens régionaux comme :
- Le Courrier de l'Ouest,
- Presse-Océan,
- Le Maine libre ;

ainsi qu'à des journaux généralistes ou spécialisés :
- International Herald Tribune,
- La Quinzaine européenne,
- Cheval Magazine,
- Golf européen,
- L'Ami des jardins,
- Intermonde presse.

Il est également l'auteur de plusieurs albums, illustre régulièrement divers ouvrages ainsi que diverses couvertures des publications des éditions Grasset, Le Cherche midi, Fayard et - depuis dix ans - chez Food Editions (9 albums).

## Publications
- 1978, Imprimeries Pierron, 1978.
- 1979, Imprimeries Pierron, 1979.
- 10 ans de Delestre, éditions de L'Est républicain, 1985.
- Les Jeux électoraux, en collaboration avec Pascal Chipot, éditions de L'Est républicain, 1986.
- L'Arche de Noé, éditions de L'Est républicain, 1986.
- Saddam Hussein, Presses universitaires de Nancy, 1991.
- De Gaulle et la Lorraine, Presses universitaires de Nancy, 1991.
- J'irai revoir ma Normandie, Denoël, 1994.
- Les affaires reprennent, Denoël, 1995.
- Faut que ça saigne !, Denoël, 1996.
- Le Facteur humain, Denoël, 1997.
- Secrets de jardin, Denoël, 1998.
- Et hop ! Un dernier Delestre pour finir le siècle - 25 ans à la une, La Nuée bleue, 2000.
- Adieu veau, vache, La Nuée bleue, 2001.
- Le Petit livre noir de vos nuits blanches, La Nuée bleue, 2002.
- Ils nous ont fait rêver, éditions de l'est, 2003.
- Nouvelles du siècle dernier - 15 nouvelles pour un siècle, de Claude Perrin, illustrations Philippe Delestre, Bentziger, 2005.
- Les Animaux du golf de Saint-Cucufa ou l'étiquette revisitée, Atlantica, 2005.
- En passant par la Lorraine, éditions Place Stanislas, 2007.
- Mémoires de cheval, en collaboration avec Sybil de Ligny, préface de Loïc de la Porte du Theil, éditions Charles Hérissey, 2007.
- Delestre 2009, éditions Place Stanislas, 2009.
- Delestre, 40 ans de dessins, éditions Place Stanislas, 2009.
- Droit civil illustré, par Philippe Malaurie, illustrations Philippe Delestre, Répertoire Defrénois, 2011.
- La 2 CV : 70 ans Food éditions, 2018  (ISBN 978-2-9553497-4-8).
- Delestre se met à table, préface de Pierre Perret, Food Editions, 2018  (ISBN 978-2-9553497-5-5)[5].
- Ma deudeuche, Food Editions, 2019  (ISBN 978-2-9553497-9-3)[6],[7].
- Bienvenue au club, préface de Nelson Monfort, Food Editions, 2019  (ISBN 978-2-9553497-8-6)[8],[9].
- Paname 1, Food Editions, 2020  (ISBN 978-2-490521-06-7).
- Delestre broie du noir, Food Editions, 2021  (ISBN 978-2-490521-09-8) .
- Encres marines, Food Editions, 2022  (ISBN 978-2-490521-12-8).
- Paname 2, Food Editions, 2022  (ISBN 978-2-490521-15-9).
- La vie des livres : des tops et des flops, Food Editions, 2023   (ISBN 978-2-490521-18-0).